# مستويات التحرير
مستويات التحرير (أو مستويات التنقيح) تصف نظامًا تراكميًا أو تصنيفيًا من أجل مراجعة النصوص. وقد بدأت كأداة تساعد في توحيد معايير التواصل بين الكتاب والمحررين في المختبرات الحكومية، أما المعلومات المنشورة عن مستويات التحرير فتمت إتاحتها لعامة الجمهور في وقت لاحق. وبعد ذلك، وضع آخرون مجموعة متنوعة من مستويات التحرير، والتي يسهل الوصول إليها الآن من خلال الطباعة والموارد المستندة إلى الإنترنت.

## الأهداف
تحديد كل مستوى من مستويات التحرير داخل نظام يسهل عملية التواصل بين الكتاب والمحررين، فيما يتعلق بنطاق تنقيح الكتابة وتحريرها من أجل تحقيق هدف واحد أو أكثر من الأهداف التالية.
- الدقة
- الوضوح
- الإيجاز
- التصحيح (النحو أو الاستخدام أو الإملاء أو الكتابة بالأحرف الكبيرة أو علامات الترقيم أو بناء الجملة أو المتصاحبات اللغوية أو تجنب استعمال اللغة العدوانية أو معايير التصحيح الأخرى)
- الاتساق
- سهولة القراءة
- المقروئية
- الإتقان
- التنظيم
- الأسلوب

## معلومات تاريخية
قام فان بيورين وبوهلر من مختبر الدفع النفاث (Jet Propulsion Laboratory JPL) بوضع خمسة مستويات للتحرير، تم تعريفها من خلال تسع فئات تحريرية.
1. التنسيق
2. النهج
3. التكامل
4. التمحيص
5. توضيح النسخة
6. التهيئة
7. الأسلوب الآلي
8. اللغة
9. التراكيب الأساسية

في عام 1976، نشر مختبر الدفع النفاث لأول مرة عمل فان بيورين وبوهلر المعني بمستويات التحرير. كما نشر مختبر الدفع النفاث الإصدار الثاني في عام 1980، وباعت مؤسسة الطباعة التابعة لحكومة الولايات المتحدة نسخًا من الكتاب للجمهور العام. وبعد استنفاد إمداد مؤسسة الطباعة التابعة لحكومة الولايات المتحدة للإصدار الثاني، قامت جمعية الاتصالات التقنية (STC) بطرح نسخة طبق الأصل من الإصدار الثاني.
وفي عام 1985، اعتمادًا على عمل فان بيورين وبوهلر، قام قسم الكتابة والتحرير في مختبر لوس ألاموس الوطني بإنشاء أربعة مستويات للتحرير معنية بالتقارير التقنية. وقام فريق في المختبر بمراجعة العمل بعد صدور استقصاء عام 1994، الذي أشار إلى أن المستويات الأربعة الأصلية لم تعد تلبي احتياجات المؤلف. وقدمت مراجعة لوس ألاموس ثلاثة مستويات للتحرير "خاصة بالمؤلف" (تحرير التدقيق اللغوي، وتحرير نحوي، وتحرير شامل)، والتي تمثلت أهدافها في "تسهيل عملية التحرير، وتركيز التحرير على تحسين الوضوح التقني، فضلاً عن التأكد من إضافة قيمة إلى التحرير.”
وفي الآونة الأخيرة، قام رود بتقليل المستويات إلى نوعين فقط ألا وهما: 1) التحرير الشامل و2) تحرير الطباعة.
وقام باحثون آخرون بوضع أنظمة تستند إلى قواعد التحرير ومهامها وتحليلها. على سبيل المثال، قام تاروتز بتعريف تدرج المستويات الذي أشار إليه كوربن وإيسترايك في عروضهما التقديمية في قمة جمعية الاتصالات التقنية لعام 2011 على أنه «غير رسمي» على النحو التالي.
1. تقليب الصفحات (نظرة سطحية على النص)
2. قراءة سريعة (تصحيح الأخطاء الإملائية والنحوية والترقيمية الواضحة)
3. قراءة سريعة ومقارنة (تهدف إلى تحقيق اتساق داخلي، بما في ذلك الإسنادات الترافقية)
4. المقروئية (تحسين أسلوب الكتابة، على سبيل المثال الصياغة والاستعمالات اللغوية)
5. التحليل (تحديد الأخطاء التنظيمية ومحاولة إصلاحها، المعلومات المفقودة، التكرارات، وعدم الاتساق التقني)
6. الاختبار والاستخدام (محاولة إصلاح الأخطاء التقنية وحل المشاكل المتعلقة بقابلية الاستخدام)

من أجل تحقيق منظور ضمان الجودة فيما يتعلق بالتحرير الفني، قام كوربن وآخرون بتعيين أنواع التحرير إلى أنواع الاختبار، على سبيل المثال، «اختبار النظام إلى التحرير الشامل» و«اختبار الوظيفة إلى تحرير الطباعة»(ص 290).

## تباينات أخرى
مع تزايد إتاحة خدمات التدقيق اللغوي والتحرير عند طلبها على شبكة الإنترنت، تعددت مستويات وأنظمة التحرير. على سبيل المثال، يُعد النظام الشائع هو المكون من ثلاثة مستويات تراكمية، ألا وهي 1)تحرير خفيف، 2) متوسط و3) ثقيل، وعلى الرغم من ذلك هناك نظام متألف من ثلاثة مستويات يظهر باستمرار في مواقع الويب: 1) التدقيق اللغوي 2) تحرير خفيف و3) تحرير ثقيل. يختلف النظام المتألف من أربعة مستويات عادةً عن ذاك المكون من ثلاثة مستويات في تضمين مستوى أوسط فقط، مثل 1) تدقيق لغوي أساسي و2) تحرير خفيف، 3) تحرير متوسط و4) تحرير ثقيل. وبصرف النظر عن النظام، غالبًا ما يؤدي مستوى التحرير المُعرَّف كثقيل إلى إعادة كتابة كاملة. وتقدِّم خدمة واحدة لشبكة الإنترنت ستة مستويات للتحرير وفقاً لنظام تراكمي جزئي:
1. تدقيق لغوي أساسي
2. تحرير كامل بدون تعليقات
3. تحرير كامل بتعليقات
4. نقد المخطوطة
5. التنسيق والتخطيط
6. التحقق من العزو إلى المصادر.[8]

استنادًا إلى وظيفة التحرير والوحدة التي يجري العمل فيها، يتم تقديم أيضًا ثمانية مستويات للتحرير، على النحو التالي.
1. مخطط تطويري: مستند فني
2. مستند: فني
3. نمط: المستند
4. اقتباس: فقرة
5. نسخ: جملة
6. تنسيق: أحرف
7. إنشاء: أحرف
8. مراجعة: مستند[9]